# 希夏邦马峰
希夏邦马峰（藏語：ཤིས་ས་སྤང་མ，威利转写：shis sa spang ma，THL：Shishabangma，藏语拼音：Xixabangma，意为“气候严酷”，旧称「高僧赞峰」）位于西藏自治区日喀則市聂拉木县境内，海拔8,027米，是世界上14座8,000米级高峰中的最低一位，也是唯一的一座完全在中国境内的8,000米级山峰。

## 地理
希夏邦马峰座落在喜马拉雅山脉中段，位于主脊线偏北10公里、呈东南西北走向的枯岗日山脉的东南部，地处东经85.7°，北纬28.3°。西距珠穆朗玛峰120公里。希夏邦马峰由三座高度相近的姐妹峰组成，在主峰西北200米和400米处，分别有8,008米7,966米的两个峰尖。另外东面是海拔7,703米的摩拉门青峰，西北面是7,966米岗彭庆峰。山峰终年积雪，南坡雪线高度达5,000米，北坡6,000米。
希夏邦马峰的北面是一条刀刃般的东北山脊；东面是一条覆雪的“龟背”东山脊。这两条山脊会合的希夏邦马峰峰顶面积大约有五平方米。

## 登山历史

### 首次登顶
| 许竞 | 王富洲 | 张俊岩 | 邬宗岳 | 陈三 | 索南多吉 | 成天亮 | 米马扎西 | 多吉 | 云登 |
| ---- | ------ | ------ | ------ | ---- | -------- | ------ | -------- | ---- | ---- |
|      |        |        |        |      |          |        |          |      |      |

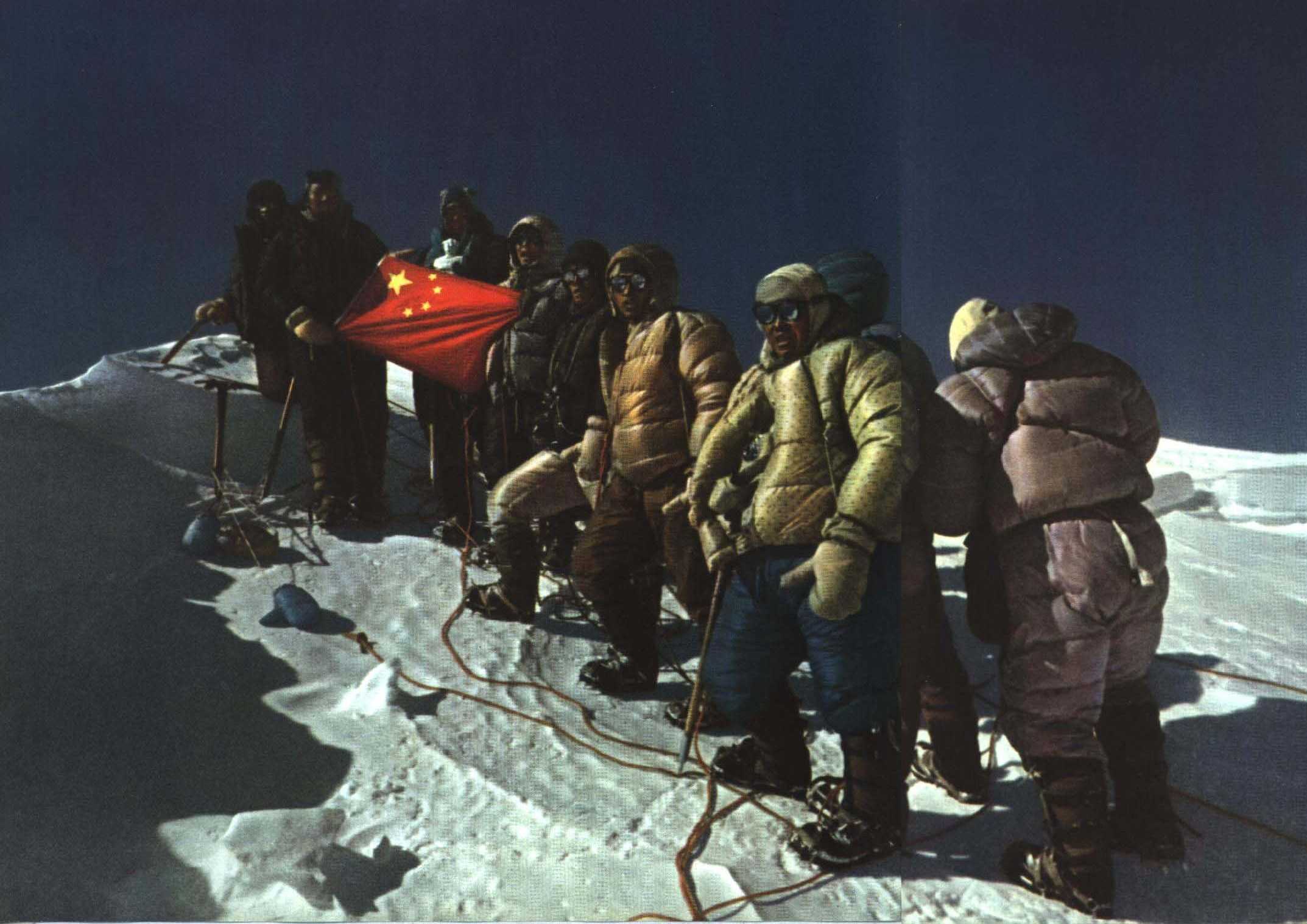
1964年 中国登山队登顶希夏邦马峰

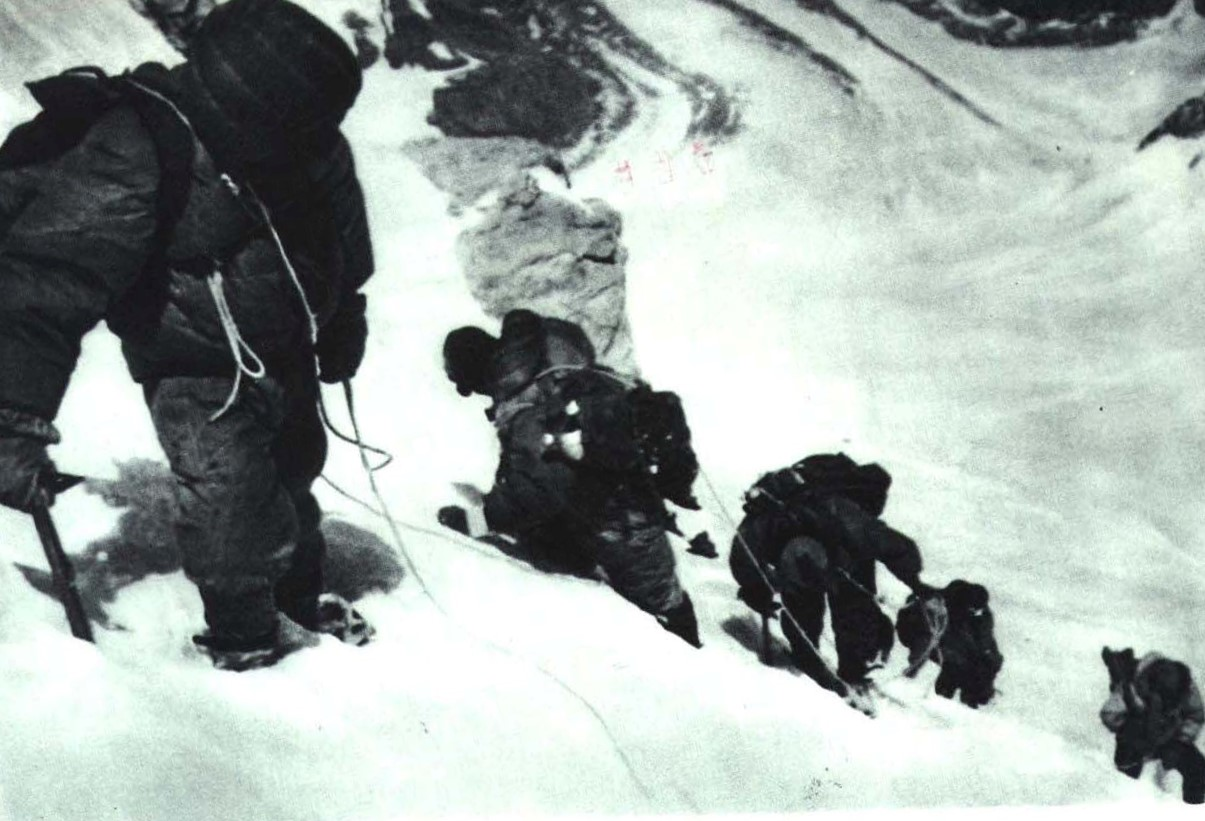
1964年 中国登山队攀岩希夏邦马峰

1964年3月，中国登山队195人开始人类首次登顶该山峰。登山队队长许竞，副队长张俊岩，副政委王富洲与王凤桐。在山下5,000m的大本营开设了通信电台、气象站、医务室、后勤设施。刘连满率领第一侦察小组踏勘了希峰的东南西北各面的走向和地形特点，采访附近的牧民和猎手。张俊岩率领第二侦察小组，登上希峰东侧一座海拔6,000余米的山峰，西眺希峰发现15km长的野博康加勒冰川，然后沿该冰川登上5,800m的冰塔区。第二侦察组从5,800m出发，上升至6,550m的冰雪台阶，从望远镜观测到一条登顶路线。阎栋梁率领第三支侦察组进抵7,160m处，黄万辉画下通向顶峰的路线和山峰的地形特点，初步确定了各个高山营地的营址。从大本营至峰顶，路线长36km。三月中旬至四月上旬，石竞率领运输分队在两次行军中完成6,900米以下各营地的建设和物资运输任务。第一号高山营地设在5,300m，第二号高山营地设在5,800m岩石坡，第三号高山营地设在6,300m处冰雪台原，第四号高山营地设在6,900m。4月14日，大本营气象站预报16日开始好天气过程，队长许竞命令正在二号营地待命的高山物资运输分队立即出发进抵四号营地，准备好天气开始时建设7,500m的第五号高山营地与7,700m处的突击营地。此时恰巧大本营到二号营地的报话机联络故障，藏族队员洛桑德庆和巴桑加布于14日13时出发去二号营地人工送达命令。14日18时15分，登山队副政委王凤桐、分队长阎栋梁率领高山物资运输分队40人从二号营地出发，15日零时进抵三号营地，由于风大降雪，夜暗无法找到营地帐篷，只能连夜退回二号营地。4月20日，高山物资运输分队40人登上7,000m的东北山脊，进抵7,500m处设立五号营地。4月21日，高山物资运输分队30人继续负重出发，用两个结组开路，历时5小时进抵7,700m的赭色石塔附近，22人卸下物资后立即下撤回五号营地，其余8人用2小时设立突击营地。4月22日早，天气预报坏天气即将到来，突击营地的8名运输队员只好放弃突击登顶的可能，下撤。4月24日，高山物资运输分队全体撤至大本营。登顶突击队共13人，其中六名是汉族队员，七名是藏族队员，由队长许竞、副队长张俊岩、副政委王富洲率领，已适应性登至6,600m处。4月24日，大本营气象站预报高压脊向希峰移动，5月1日将开始好天气过程。4月25日10时正，突击队在大本营誓师，12时出发。突击队历时3天于27日晚顶着风雪进抵三号营地宿营。4月28日晨，风雪停息放晴，突击队进抵四号营地，发现帐篷全部被积雪掩埋，用2小时才把帐篷挖出来宿营。4月29日，由于天气变化突击队留在四号营地。4月30日，经过7h50m的攀登，进抵五号营地，然后又用了2个多小时挖雪刨出了帐篷。5月1日，进抵突击营地；当晚17时，大本营通知突击队：“明天上午是一等天气”，突击队召开支委扩大会议决定体力较差的大米马、边巴次仁和甘吉穷培3人留在突击营地必要时担任支援任务，其余10人分成三个结组登顶。第一突击结组是许竞、邬宗岳、索南多吉和成天亮；第二突击结组是张俊岩、米马扎西和多吉；第三突击结组是王富洲、陈三和云登。5月2日拂晓，天空放晴，风雪停息，6时整登顶者出发，在通过7,800m冰坡时王富洲发生滑坠了20m，幸得陈三和云登拼全力把冰镐插入冰雪层的结组保护制止了坠落。10时20分，10名突击队员登上希峰峰顶平坦而微凸的三角形冰雪坡的顶部。在顶峰停留了40分钟以后，在11时结组开始下山。5月4日全部人员安抵大本营。

### 其他登顶

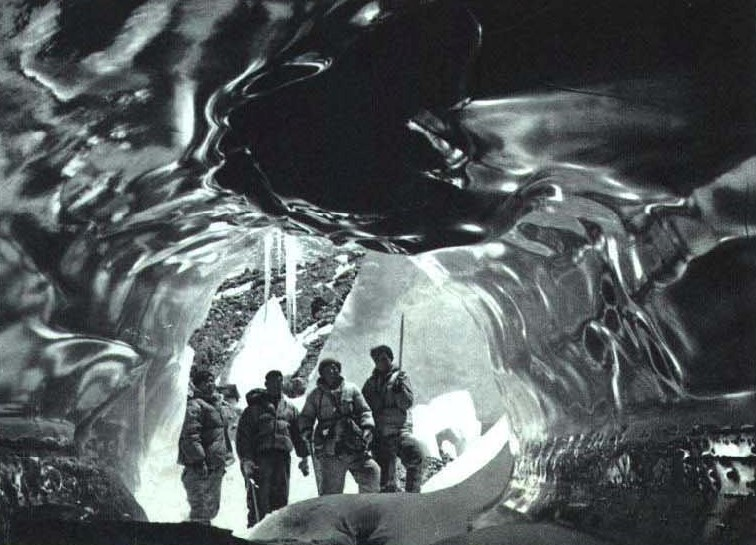
1964年 希夏邦马峰 冰洞

从1980年到1990年10年间，先后有约有17个国家的19个队计107人登上了这座山峰。
截至2003年9月，一共有201人登顶，死亡19人。

### 2002年山难
2002年8月7号，攀登岗彭庆峰（希夏邦马西峰）的北京大学登山队的5名学生——林礼清、杨磊、卢臻、雷宇、张兴柏，在冲击顶峰途中遭遇雪崩，全部遇难。

### 2023年山难
2023年10月7日下午，希夏邦马峰海拔7600多米处和8000米处發生雪崩，造成2死2失蹤，1人重傷。